# كنيسة النرويج

شعار الكنيسة

كنيسة النرويج (بالنرويجية: Den norske kirke‏) تعتبر أكبر كنيسة في النرويج، تأسست بعد الإصلاح اللوثري في الدنمارك-النرويج في سنة 1536-1537 بعد انفصالها عن الكرسي الرسولي، تعتنق الكنيسة مفهوم اللوثرية، ويعتبر ملك النرويج هو رئيسها الفخري، وتعترف هذه الكنيسة بمفاهيم مجمع نيقية ومجمع أفسس، يتبع هذه الكنيسة 3,832,679 عضو معمد.